# Catedral de San Antonio (Emdibir)
La Catedral de San Antonio o simplemente Catedral católica etíope de Emdibir (en amárico: ሳን አንቶኒዮ ካቴድራል) es el nombre que recibe un edificio religioso de la Iglesia Católica que sigue el rito Etíope y se encuentra ubicado en la ciudad de Emdibir en el suroeste del país africano de Etiopía, específicamente en la Región de las Naciones, Nacionalidades y Pueblos del Sur.
El templo es la iglesia principal de la eparquía de Emdeber (Eparchia Emdeberensis) que fue creada en 2003 mediante la bula "Ad universae incrementum" del papa Juan Pablo II con territorio de la Arqueparquía Católica Etíope de Addis Abeba de la que es sufragánea.
Está bajo la responsabilidad pastoral del obispo Musie Ghebreghiorghis.